# Kristina Jørgensen
Kristina Jørgensen, född 17 januari 1998, är en dansk handbollsspelare som spelar för  Danmarks landslag och franska klubben Metz HB.

## Klubbkarriär
Kristina Jørgensen började sin karriär i danska ligan 2016 med att spela för Skanderborg Håndbold. Efter en imponerande första säsong i ligan skrev hon i april 2017 kontrakt med Viborg HK. I november 2019 förlängde hon sitt kontrakt med Viborg HK till 2022. Sedan sommaren 2022 spelar hon för franska klubben Metz HB, då hon i januari 2022 skrev på ett tvåårskontrakt med klubben.

## Landslagskarriär
Kristina Jørgensens första deltagande i ett ungdomsmästerskap var i U17-EM 2015 i Makedonien. Hon utsågs då till turneringens bästa försvarare. Det danska laget vann guld i turneringen. Hon vann sedan silver vid U18-VM 2016 i Slovakien. Vid U19-EM 2017 i Slovenien vann hon brons med Danmark efter seger över Ungern i bronsmatchen. Hon röstades 2019 fram till turneringens MVP. Hon blev U-19-landslagets bästa målskytt med 29 mål. Hon gjorde sen sin debut i det danska landslaget den 25 november 2017 mot Sverige några dagar före VM 2017 i Tyskland. Hon har fram till 1 juni 2022 spelat 73 A-landskamper för Danmark med 170 gjorda mål. Hon har förutom i VM 2017 deltagit vid EM 2018 i Frankrike,  VM 2019 i Japan EM 2020 i Danmark. Hon var också med i Danmarks bronslag vid Världsmästerskapet i handboll för damer 2021 i Spanien. I EM 2022 var hon med i danska silverlaget.

## Individuella utmärkelser
- MVP vid U/19-EM  2017
- Bästa försvarsspelare vid U/17-EM 2015